# 日・韓・中ジュニア交流競技会
日・韓・中ジュニア交流競技会（にっ・かん・ちゅうジュニアこうりゅうきょうぎかい）は、日本・韓国・中国の3か国の間で行われている高校生年代による国際総合競技大会である。

## 概要
出典
東アジア諸国との青少年スポーツ交流を促進し、相互理解を深め、競技力向上を目的としている。各競技ごとに勝敗が競われるが、競技ごとの優勝チーム表彰や大会全体としての国別順位はつけない。
1993年（平成5年）から、日本・韓国・中国の3か国で持ち回り開催。
参加選手は、日本、韓国、中国、開催地選抜の4選手団からなる。日本選手団は、国内の高校生競技大会で好成績を収めている選手を中心に編成。
スポーツ庁国庫補助事業である。

## 歴史
前身は1968年から開催された「日・韓ジュニア交流競技会」と1982年から開催された「日・中ジュニア交流競技会」である。
1992年に韓国・中国間の国交樹立を機に上記2大会を発展的解消した上で、翌1993年から3か国による大会として創設され、以来毎年8月下旬に開かれている。
第1回以降、9競技で実施。第7回（1999年）からバレーボールが加わり10競技に、第10回（2002年）からはウエイトリフティングが加わり11競技となる。
第28回（2020年、秋田県）、第29回（2021年、韓国）、第30回（2022年、中国）は、新型コロナウイルス感染症の世界的流行のため中止となった。
第31回は、2023年8月23日-29日に和歌山県で、4年ぶりの大会開催となった。

## 開催競技
- 陸上競技
- サッカー
- テニス
- バスケットボール（男・女） - U-18日本代表が出場
- ハンドボール（男・女） - 高校日本代表が出場
- ソフトテニス
- 卓球
- バドミントン
- ラグビーフットボール - U17日本代表が出場   → 歴代戦績は「U17ラグビー日本代表#戦績」を参照。
- バレーボール（第7回から）
- ウエイトリフティング（第10回から）- 第27回（2019年）は実施せず。

## 開催記録
| 回 | 年   | 期間           | 競技数 | 開催国 | 開催地           | 備考  |
| -- | ---- | -------------- | ------ | ------ | ---------------- | ----- |
| 1  | 1993 | 8月25日 - 30日 | 9      | 日本   | 福島県           | [ 3 ] |
| 2  | 1994 | 8月25日 - 30日 | 9      | 韓国   | 済州道           | [ 3 ] |
| 3  | 1995 | 8月25日 - 30日 | 9      | 中国   | 唐山市           | [ 3 ] |
| 4  | 1996 | 8月25日 - 30日 | 9      | 日本   | 長崎県           | [ 3 ] |
| 5  | 1997 | 8月25日 - 30日 | 9      | 韓国   | 忠州市           | [ 3 ] |
| 6  | 1998 | 8月25日 - 30日 | 9      | 中国   | 石家荘市         | [ 3 ] |
| 7  | 1999 | 8月25日 - 30日 | 10     | 日本   | 広島県           | [ 3 ] |
| 8  | 2000 | 8月23日 - 29日 | 10     | 韓国   | 忠州市           | [ 3 ] |
| 9  | 2001 | 8月23日 - 29日 | 10     | 中国   | 石家庄市         | [ 3 ] |
| 10 | 2002 | 8月23日 - 29日 | 11     | 日本   | 熊本県           | [ 3 ] |
| 11 | 2003 | 8月23日 - 29日 | 11     | 韓国   | 済州道           | [ 3 ] |
| 12 | 2004 | 8月23日 - 29日 | 11     | 中国   | 長春市           | [ 3 ] |
| 13 | 2005 | 8月23日 - 29日 | 11     | 日本   | 北海道           | [ 3 ] |
| 14 | 2006 | 8月23日 - 29日 | 11     | 韓国   | 大邱広域市       | [ 3 ] |
| 15 | 2007 | 8月23日 - 29日 | 11     | 中国   | 桂林市           | [ 3 ] |
| 16 | 2008 | 8月23日 - 29日 | 11     | 日本   | 千葉県           | [ 3 ] |
| 17 | 2009 | 8月23日 - 29日 | 11     | 韓国   | 木浦市           | [ 3 ] |
| 18 | 2010 | 8月23日 - 29日 | 11     | 中国   | 鄭州市           | [ 3 ] |
| 19 | 2011 | 8月23日 - 29日 | 11     | 日本   | 愛知県           | [ 3 ] |
| 20 | 2012 | 8月23日 - 29日 | 11     | 韓国   | 光州広域市       | [ 3 ] |
| 21 | 2013 | 8月23日 - 29日 | 11     | 中国   | 濰坊市           | [ 3 ] |
| 22 | 2014 | 8月23日 - 29日 | 11     | 日本   | 岩手県           | [ 3 ] |
| 23 | 2015 | 8月23日 - 29日 | 11     | 韓国   | 済州道           | [ 3 ] |
| 24 | 2016 | 8月23日 - 29日 | 11     | 中国   | 浙江省寧波市     | [ 3 ] |
| 25 | 2017 | 8月23日 - 29日 | 11     | 日本   | 茨城県           | [ 3 ] |
| 26 | 2018 | 8月23日 - 29日 | 11     | 韓国   | 麗水市           | [ 3 ] |
| 27 | 2019 | 8月23日 - 29日 | 10     | 中国   | 湖南省長沙市     | [ 1 ] |
| 28 | 2020 | 中止           | ‐      | 日本   | 秋田県           | [ 1 ] |
| 29 | 2021 | 中止           | ‐      | 韓国   | 済州道           | [ 1 ] |
| 30 | 2022 | 中止           | ‐      | 中国   | 武漢市           | [ 1 ] |
| 31 | 2023 | 8月23日 - 29日 | 11     | 日本   | 和歌山県         | [ 1 ] |
| 32 | 2024 | 8月25日 - 31日 | 11     | 韓国   | 慶尚北道         | [ 1 ] |
| 33 | 2025 | 8月23日 - 29日 | 11     | 中国   | 内モンゴル自治区 | [ 1 ] |
| 回 | 年   | 期間           | 競技数 | 開催国 | 開催地           | 備考  |